# آوا کر
فیلم سینمایی آوا کر ( به انگلیسی :Tone deaf ) یک فیلم 2019 ، کمدی ، ترسناک هست با نویسندگی و کارگردانی ریچارد بیتس و درخشش رابرت پاتریک و آماندا کرو. پاتریک همچنین به عنوان یکی از تهیه کنندگان اجرایی فیلم فعالیت می کرد.

## داستان فیلم
زنی پس از از دست دادن شغل خود و بهم خوردن آخرین رابطه پیچیده اش برای گذراندن یک آخر هفته آرام به روستا می رود. او یک خانه روستایی را از یک مرد بیوه میان سال  اجاره می کند که تلاش می کند تمایلات روانی خود را پنهان کند.

## تولید
در آوریل 2018، اعلام شد که آماندا کرو و رابرت پاتریک برای این فیلم انتخاب شدند
به گفته بیتس، ایده فیلم بر اساس نقاشی نورمن راکول با نام The Connoisseur است 

## انتشار
این فیلم اولین نمایش جهانی خود را در مارس 2019 در جشنواره فیلم South by Southwest انجام داد
قبل از نمایش، Saban Films حقوق توزیع آمریکای شمالی را به دست آورد.
این فیلم در سینماهای محدود درخواستی در 23 اوت 2019 منتشر شد.